# Hybolasius pedator
Hybolasius pedator là một loài bọ cánh cứng trong họ Cerambycidae.